# Карл Крумбахер
Карл Крумбахер (Кирнах у Алгоју, 23. септембар 1856 — Минхен, 12. децембар 1909) био је немачки византолог и неогрециста. Може се сматрати оснивачем византологије као засебне академске дисциплине.

## Живот
Од 1876. до 1879. године студирао је класичну филолофију и индоевропеистику на Универзитетима у Минхену и Лајпцигу. Државни испит положио је 1879. године. Након тога био је запослен у школству (до 1891). Године 1883. стекао је докторат, а 1885. хабилитацију за средњогрчку и новогрчку филологију. Од 1897. био професор средњовековног и савременог грчког језика и литературе у Минхену, а тиме и шеф катедре за византологију.

## Радови
Његово капитално дело је „Geschichte der byzantinischen Literatur von Justinian bis zum Ende des oströmischen Reiches“ (1891). Друго издање изашло је 1897. у сарадњи са Албертом Ерхардом (део посвећен теологији) и Хајндрихом Гелцером (скице из византијске историје од 395. до 1453). 
Покренуо је серијске публикације „Byzantinische Zeitschrift“ (1892) и „Byzantinisches Archiv“ (1898). Утиске са плодног путовања у Грчку забележио је у књизи „Griechischen Reise“ (1886). Остала дела су: „Casia“ (1897), расправа о једној византијској песникињи из 9. века са фрагментима њене поезије, „Die griechische Litteratur das Mittelalters“ у P. Hinneberg, Kultur der Gegenwart, I 8 (1905), „Das Problem der neugriechischen Schriftsprache“ (1902), где се он жестоко супротставља тежњама пуриста да се поново уведе класичан стил у модерну грчку књижевност и „Populäre Aufsätze“ (1900).
Попис његових списа налази се у 19. броју „Византијског часописа“ из 1910. на странама 700-708.